# Thin Lizzy
Thin Lizzy — ірландський хард-рок-гурт. Утворений 1969 року в Дубліні з ініціативи Філа Лайнотта (Phil Lynott; 20 серпня 1951, Дублін, Ірландія — 4 січня 1986, Сейлсбері, Велика Британія) — вокал, бас. 
До першого складу гурту також ввійшли: 
- Ерік Робін Белл (Eric Robin Bell; 3 вересня 1947, Белфаст, Ірландія) — гітара
- Брайн Доуні (Brian Downey; 27 січня 1951, Дублін, Ірландія) — ударні.

## Історія
Засновник гурту, ірландець гаянського походження Філ Лайнот, свою музичну кар'єру розпочав у другій половині 1960-х років у формації The Black Eagles, у якій виконував роль вокаліста. Пізніше він потрапив до гурту Ґері Мура Skid Row, у якій басист Браш Шилс навчив Філа основам гри на бас-гітарі. Залишивши Skid Row, Лайнотт певний час виступав як соліст, виконуючи різні фолк-балади під власний акомпанемент на акустичній гітарі. Також він продовжував опановувати бас-гітару. Згодом його запросив давній приятель Брайн Доуні на місце басиста до власного гурту Sugar Shack. Незабаром Лайнетт разом з Доуні утворив формацію Orphanage, яка після серії персональних змін і приєднанням екс-Them Еріка Белла, змінила назву на Thin Lizzy, яка походить від прізвиська спортивного автомобіля Ford Model T фірми «Форд»: «Tin Lizzie».
У листопаді 1970 року тріо вдалось укласти угоду з фірмою «Decca Records», внаслідок чого вже у квітні наступного року з'явився дебютний альбом «Thin Lizzy». У березні 1972 року вийшла друга, досить сильна платівка «Shades Of A Blue Orphanage», але справжній поворот у кар'єрі групи настав лише у листопаді 1972 року, коли з'явився сингл з рок-версією старої ірландської народної пісні «Whiskey In The Jar». Сорокоп'ятка піднялась до шостого місця у британському чарті і стала причиною того, аби на гурт звернули увагу критики та слухачі. Черговий лонгплей «Vagabonds Of The Western World», виданий 1973 року, був останньою роботою, записаною з Еріком Беллом. У грудні музикант залишив своїх колег, щоб утворити власний гурт. Його місце зайняв, щоправда лише на три місяці, Гері Мур (Gary Moore).
У травні 1974 року, щоб виконати зобов'язання за контрактом, Лайнотту та Доуні довелось ангажувати ще двох гітаристів Енді Джі (Andy Gee) з Ellis та Джона Кенна (John Cann) з Bullit. Проте того ж 1974 року ці місця знову звільнились доки їх не зайняли, вже надовго, Брайн Робертсон (Brian Robertson; 12 вересня 1956, Глазго, Шотландія) та Скотт Горем (Scott Gorham; 17 березня 1951, Санта Моніка, Каліфорнія, США).
Новим складом було записано альбоми «Night Life» (з незабутньою баладою «Still In Love With You»), «Fighting» (з цікавою версією твору Боба Сігера «Rossalie»), «Jalbreak» (з хіт-синглом «The Boys Are Back In Town»), «Johnny The Fox» (з черговим великим сингл-хітом «Don't Believe A Word»), «Bad Reputation» (з хітом «Dancing In The Moonlight») та чудовий подвійний концертний альбом «Live & Dangerous», який у Британії піднявся до другої позиції.
У період з січня по червень 1977 року Робертсона, який поранив руку під час бійки, знову замінив Ґері Мур. Проте у серпні 1978 року Робертсон вирішив взагалі залишити своїх колег і, поступившись місцем Муру, утворив гурт Wild Horses, цей склад записав дуже вдалий альбом «Black Rose», який повторив успіх «Live & Dangerous» у британському чарті і пропонував такі хіт-сингли, як «Waiting For An Alibi» (дев'яте місце) та «So Anything You Want To» (теж дев'яте місце).
Під час турне гурту у вересні та жовтні 1978 року недієздатного Доуні замінив Марк Науссіф (Mark Nauseef), а в липні 1979 року керівництво Thin Lizzy вирішило позбутися Ґері Мура, через якого виникало багато проблем. Таким чином розпочався черговий період частих змін гітаристів. Розпочав його Мідж Юр (Midge Ure), майбутній лідер Ultravox. У листопаді його замінив Сноуі Уайт (Snowy White; 3 березня 1950, Баристелл, Велика Британія), з яким були записані чергові альбоми: «Chinatown» (сьоме місце) та «Renegade» (53 місце). З першого з цих лонгплеїв походив хіт-твір «Killer On The Loose» (десята позиція), а з другого -«Hollywood» (53 позиція). Тим часом Лайнотт зробив кілька сольних записів, які з'явились на лонгплеях «Solo In Soho» та «The Philip Lynott Album».
1980 року до складу Thin Lizzy запросили клавішника Даррена Вартона (Darren Wharton; 25 грудня 1963, Манчестер, Велика Британія), а 1982 року місце Байта зайняв Джон Сайкс (John Sykes; 29 липня 1959, Редінг, Велика Британія). Цим складом було записано альбом «Thunder & Lightning», який досяг четвертого місця у Британії і, як пізніше з'ясувалося, виявився останньою студійною роботою гурту. Влітку 1983 року Філ Лайнотт його розпустив. Фрагменти з прощального турне гурту потрапили на виданий того ж року чудовий альбом «Thin Lizzy Life», у запису якого взяли участь майже всі колишні гітаристи групи, а саме: Скотт Горхен, Снові Байт, Джон Сайнс, Гері Мур, Брайн Робертс та Ерік Белл.
У лютому 1985 року Лайнотт разом з Доуні зробив спробу утворити новий гурт Grand Slam, проте музикантам так і не вдалось укласти угоду з фонографічною фірмою. Також у цей період була написана композиція «Dedication», видана через п'ять років на збірці найцікавіших творів Thin Lizzy та Лайнотта.
4 січня 1986 року Лайнотт, захворів на запалення легенів й помер внаслідок серцевого нападу у сейлсберіському шпиталі, де перебував на лікуванні. Хвороба та смерть були викликані в першу чергу зловживанням алкоголем та наркотиками, до яких музикант призвичаївся у 198О-х роках. 17 травня 1986 року Thin Lizzy зібралися знову разом, щоб провести концерт у пам'ять Філа Лайнотта, на якому в ролі вокаліста виступив Боб Гелдоф.
Навесні 1991 року Робертсон та Доуні з нагоди появи на музичному ринку компіляції «Dedication. The Best of Thin Lizzy» знову на короткий строк відродили діяльність Thin Lizzy.

## Дискографія
- 1971: Thin Lizzy
- 1972: Shades Of A Blue Orphanja
- 1973: Vagabonds Of The Western World
- 1974: Night Life
- 1975: Fighting
- 1976: Jailbreak
- 1976: Remembering. Part 1 — Feauturing Eric Bell & Gary Moore
- 1976: Sohnny The Fox
- 1977: Bad Reputation
- 1977: Rocker
- 1978: Live & Dangerous
- 1979: Continuing Saga Of The Ageing Orphans
- 1979: Black Rose — A Rock Legend
- 1980: Chinatown
- 1981: The Advcurures Of The Thin Lizzy — The Singles Collection
- 1981: Rockers
- 1981: Renegade
- 1983: Thunder & Lightning
- 1983: Thin Lizzy Life
- 1983: The Boys Are Back Town
- 1983: Lizzy's Killers
- 1983: Whiskey In The Jar
- 1985: The Collection
- 1986: Lizzy Lives 1976-1984
- 1987: Soldier Of Fortune — The Best Of Phil Lynott & Thin Lizzy
- 1991: Dedication — The Very Best Of Thin Lizzy
- 1992: BBC Radio 1 Live In Concert
- 1994: The Peel Sessions
- 1996: Wild One — The Very Best Of Thin Lizzy

### Phil Lynott
- 1980: Solo In Soho
- 1982: The Philip Lynott Album

### Snowy Whits
- 1983: White Flames
- 1984: Snowy White
- 1987: That Certain Thing
- 1991: Change My Life

## Зовнішні посилання
- Thin Lizzy на Encyclopaedia Metallum [Архівовано 18 січня 2012 у Wayback Machine.]

| Валторна | Це незавершена стаття про музичний колектив. Ви можете допомогти проєкту, виправивши або дописавши її. |